# مدرسة التحليل النفسي
مدرسة التحليل النفسي هي مدرسة للتحليل النفسي
يتفق أصحاب مدرسه التحليل مع المدرسة الغرضيه في أن الغرائز هي الدوافع الأساسيه للسلوك البشري ويختلفون معهم في عدد هذه الغرائز ويرجعونها إلي غريزتين أساسيتين هما:
- غريزه الحياه أو الغريزة الجنسيه.
- وغريزه الموت أو العدوان.

تعتبر مدرسة التحليل النفسي مدرسة من مدارس علم النفس وكان رائد هذه المدرسة الدكتور النمساوي فرويد الذي تحدث عن اللاشعور والديناميات اللاشعوريه وقد أدى ذلك إلى اكتشاف التنويم المغناطيسي والتداعي الحر وتفسير الأحلام. يرى فرويد أن المحرك الأساسي لسلوك الإنسان الغرائز الفطرية اللاشعورية التي تكون مخزنة على شكل أفكار ومخاوف ورغبات مكبوتة لايعيها الإنسان ولكنها تعد المحركات الأقوى لسلوكه. وقد وضع فرويد خريطة تحتوي العناصر التي تكون الشخصية وهي ثلاثة: الأنا، الهو، والأنا الأعلى.....
ويعتبر العالم فرويــد هو من اوائل المهتمين بعلم النفس ومن أهم مؤسسيه ولقد نهضت مدرسة التحليل النفسى على يديه، ولقد قسم فرويد النفس البشرية إلى ثلاث مستويات
(الهو - الانا - الانا الاعلى)
-الهو: هو منبع الغرائز البشرية.
-الانا: هو الشخص نفسه وهي الطبقة الفاصلة بين الهو والانا الاعلى
-الانا الاعلى: هو الضمير والغرائز الموجودة إذا صعدت إلى الهو يتم اشباعها دون النظر إلى اى اعتبارات اخلاقية و دينية ولذلك يوجد الانا الاعلى الذي يقف رقيب بين الفرد وغرائزه.
ويعتبر كتاب تفسير الأحلام لسيجمند فرويد من أهم الكتب على الإطلاق الذي برع فيه في تفسير احلامه الشخصية ووضع فية أهم رموز تفسير الأحلام ونجد في مقدمة هذا الكتاب ان الدكتور / مصطفى صفوان قد اوضح ان الحلم له لغة فالحلم مرئى وقراءة الحلم هي فهم رموزه والحلم له نحو وادب وبلاغه والحلم فقير في نحوه ولكنه غنى في بلاغته فنجد ان تصوير الحلم مبدع وله دلالته ومعانية ورموزه.
وبدايه فرويد كعالم من علماء النفس كانت على أول مريضة بالهستريا وهي (انا أو) وكانت في الاصل مريضة بروير صديق فرويد وقد اوضح فرويد اعراضها في كتابه الشهير ( خمس محاضرات في التحليل النفسى )
يري (فرويد) أن الغريزة الجنسيه هي المصدر الأساسي لنشاط الكائن الحى كما يعتقد أن أفعالنا ليست كلها غرضيه.
ويفترض علماء التحليل النفسي وجود ثلاثه مكونات رئيسيه للشخصيه يمكن الاستعانة بها في تفسير السلوك وهي الشعور-اللاشعور-والضمير.